# Tumba (Szwecja)
Tumba – miejscowość (tätort) w Szwecji, w regionie administracyjnym (län) Sztokholm, w gminie Botkyrka.
Według danych Szwedzkiego Urzędu Statystycznego liczba ludności wyniosła: 40 832 (31 grudnia 2015), 42 344 (31 grudnia 2018) i 42 628 (31 grudnia 2019).